# صابر خلیفه
صابر خلیفه (انگلیسی: Saber Khelifa؛ زاده ۱۴ اکتبر ۱۹۸۶) یک بازیکن فوتبال اهل تونس است.
وی همچنین در تیم ملی فوتبال تونس بازی کرده‌است.